# 埃爾貢山

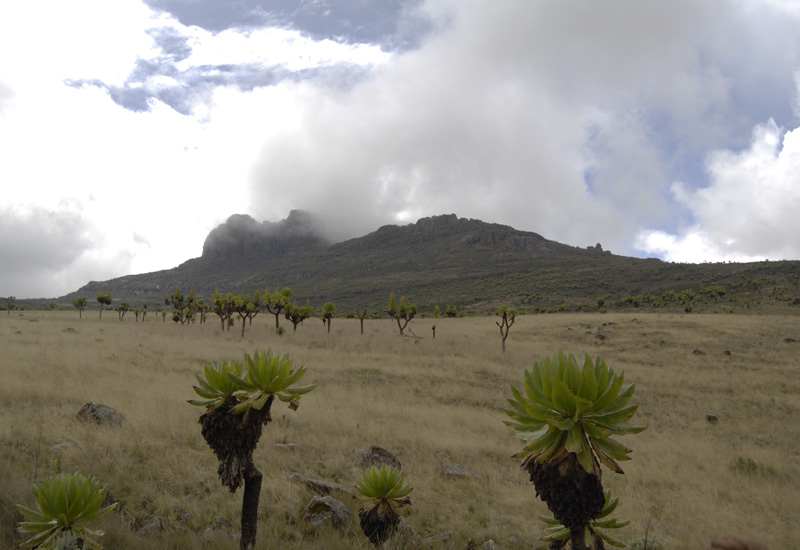

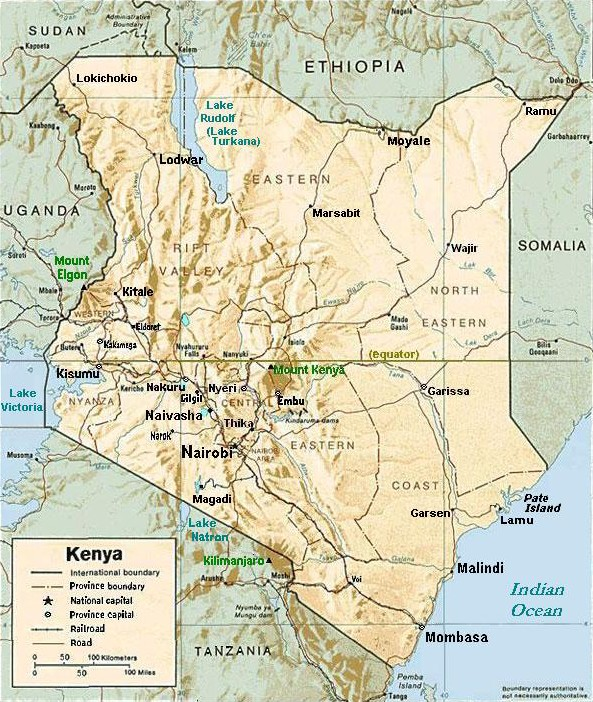

埃爾貢山（英語：Mount Elgon）是非洲東部的盾狀死火山，位於基蘇木以北的烏干達和肯雅接壤邊境，直徑80公里，面積3,500平方公里，有5個主要山峰，高度分別為海拔4,321米、4,302米、4,222米、4,211米和4,161米。登山的最佳季節是六月至八月和十二月至三月的旱季，登上主要的火山口和山峰只要靠登山嚮導，而不需要專業裝備或技巧，沿途有瀑布、湖泊、山洞、峽谷、溫泉等地貌。

## 外部連結
- Kenya Wildlife Service – Mount Elgon National Park
- Mt. Elgon Caves（页面存档备份，存于）